# TO地圖

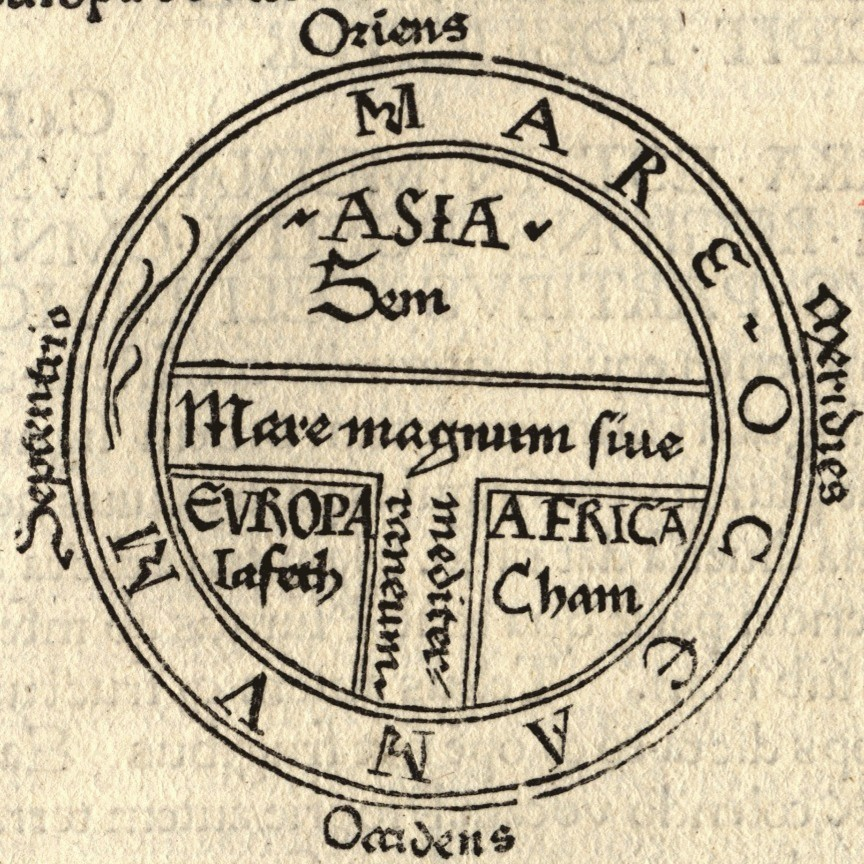
典型TO地圖的最早印刷例子，1472年奥格斯堡的Guntherus Ziner所繪。它顯示了挪亞的三名兒子Sem（閃）、Cham（含）、Iafeth（雅弗）的土地。

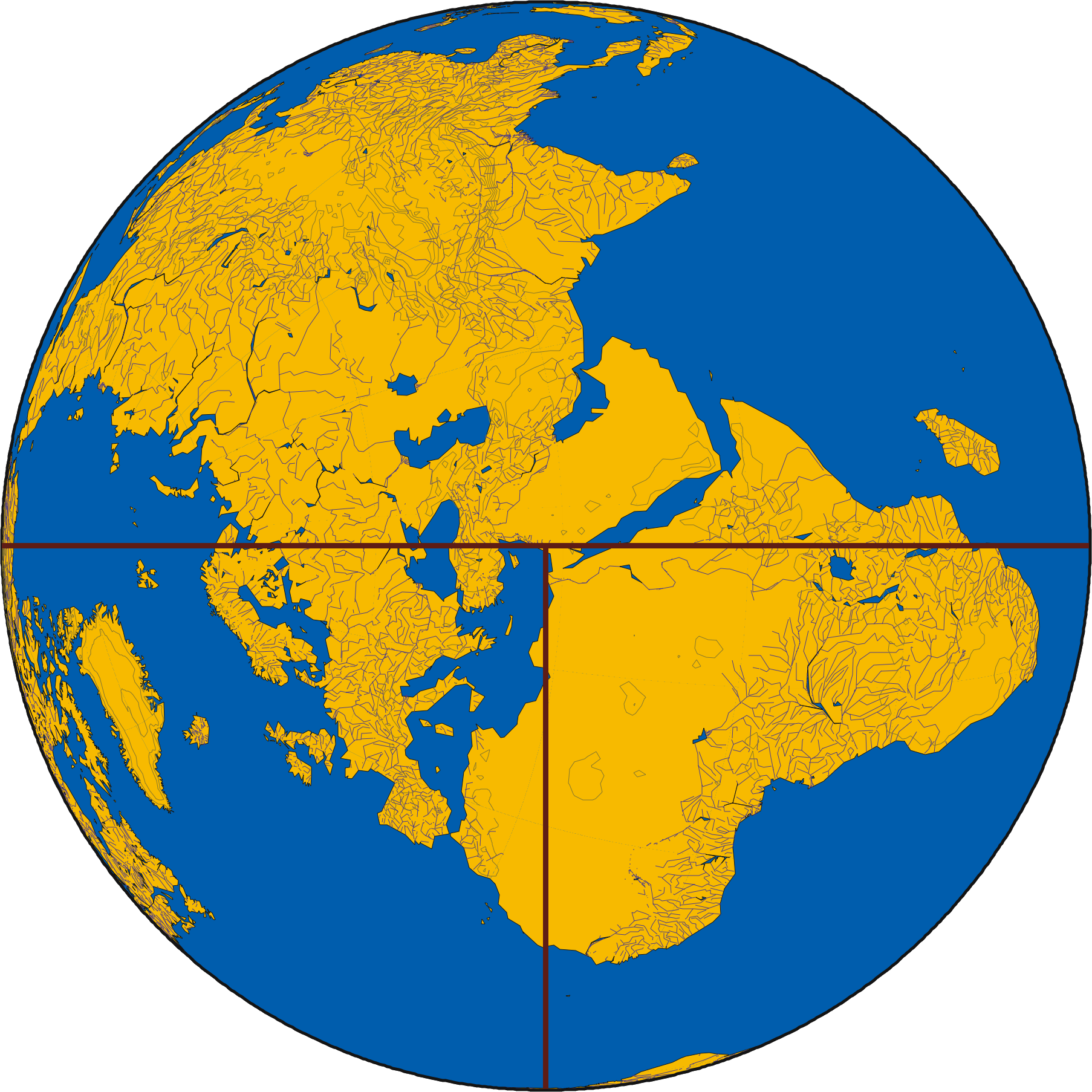
現代TO地圖。以耶路撒冷為中心。

TO地圖，或OT地圖，是一種歐洲中世紀世界地圖。所有陸地分為歐洲、亞洲、非洲三大洲，當中分隔三者的河流或海洋呈拉丁字母T狀，而所有陸地則被一O形大海所包圍。東方朝上、西方朝下、北方朝左、南方朝右。此種地圖最早的版本之一可見於8世紀西班牙僧侶Beatus of Liébana十二本註釋默示錄的書的序言中。因此亦有人稱之為Beatus地圖。

## 歷史及簡介
此類地圖最早的相關敘述可見於聖依西多祿的著作《詞源》第14章。